# Hrimthurse
Hrimthursen (isländisch hrímþursar) sind die Reif-, Frost- oder Eisriesen der nordischen Mythologie. Sie kommen in den kosmogonischen Mythen der Edda vor.

## Etymologie
Das altnordische und isländische Wort hrím bedeutet auf Deutsch „Reif“. Um Verwechselungen mit dem Adjektiv „reif“ zu vermeiden, wird der Ausdruck durch die verwandten Nomen „Frost“ oder „Eis“ semantisch aufgehellt. Daher wird hrímþurs im Deutschen als Reifriese, Frostriese oder Eisriese übersetzt.
Das Nomen Thurse ist verwandt mit isländisch þurs, mittelenglisch thurse, thursse, thyrce, thurs, thirs, altenglisch þyrs („Riese, Dämon, Zauberer“). Zugrunde liegt proto-germanisch *þurisaz, *þursaz, *þursiz („Riese“, Name der þ-Rune), von der proto-indoeuropäischen Wurzel *tur-, *twer- („rotieren, drehen, wirbeln, bewegen“). Die Semantik des Begriffes weist auf die elementaren Urgewalten hin.

## Genese der Reifriesen
Ihr Stammvater ist Vafþrúðnir, ein Sohn Ymirs. Andere Erzählungen benennen Þrúðgelmir als Ahnen der Reifriesen, der aus dem Aneinanderreiben der Füße Ymirs entstanden ist. Er ist ein hässliches, gletscherähnliches Wesen mit sechs Häuptern und hat einen Sohn namens Bergelmir. Dass er sechs Köpfe hat, ist nur in den Vafþrúðnismál überliefert, nicht in der Gylfaginning.
Als die Götter sich mit den Riesen treffen, um zu beratschlagen, entsteht ein Streit. Odin und seine Brüder Vili und Vé töten Ymir und zerhacken ihn in Stücke. In seinem endlosen Strom von Blut ertrinken alle Abkömmlinge Ymirs mit Ausnahme Bergelmirs und seiner Frau. Dieser schwimmt durch die blutigen Wogen und zieht seine Frau an ihren Haaren hinterher, bis es ihm gelingt, an einer Riesenmühle an Land zu kriechen, wo beide ausgestreckt und nach Luft ringend überleben und so das Geschlecht der Reifriesen retten und sich fortpflanzen.

## Aussehen, Charakter, Lebenswelt
Das aus dem Aneinanderreiben der Füße Ymirs entstandene Riesengeschlecht ist von robuster Kraft und dämonischer Natur. Der Wuchs ist übergroß, aber von menschlicher Gestalt. Die Reifriesinnen sind von übernatürlich schönem Antlitz, weshalb viele von ihnen sich mit den Asen vermählen. Die männlichen Riesen dagegen sind oftmals von großer Hässlichkeit. Sie repräsentieren ähnlich wie die Titanen in der griechischen Mythologie die Urgewalten der Natur. Sie sind Personifizierungen der toten, rohen Materie und Geschöpfe des Chaos, weshalb sie außerhalb der Welt der Menschen und Götter leben. Die Reifriesen leben in einem Teil Utgards, nämlich in Jötunheim, der Riesenwelt. Als Wesen, die vor der Geburt der Götter lebten, besitzen sie zwar eine unergründlich tiefe Urweisheit, sind aber ohne Verständnis wie Kinder und aus diesem Grund gutmütig sowie leicht zu betören. Sie können aber auch ihre physische Stärke durch grausame und gewalttätige Handlungen zeigen. Die Reifriesen sind Todfeinde der Götter und liegen mit ihnen im Gegensatz zu den einfachen Thursen fast immer im Streit. Vor allem mit Thor kämpfen sie meist um ihr Leben. Odin dagegen sucht sie manchmal auf und fragt um Rat. Bekannte Hrimthursen sind Hymir (der Vater von Tyr) sowie Gymir aus Jötunheim (der Vater von Gerda, der Frau von Freyr). Oft werden die Riesen von den Göttern durch eine List betrogen. Viele von ihnen sterben durch Mjöllnir, den Hammer Thors.

## Die Mauern Asgards
Ein namentlich nicht erwähnter Hrimthurse soll der Erbauer der Mauern von Asgard sein. Für die Fertigstellung der Baumaßnahmen forderte er Freya zur Frau sowie Sonne und Mond als Geschenk von den Asen. Diese aber, listig und dem Betrug zugeneigt, stellten die Bedingung, den Bau in sechs Monaten zu bewerkstelligen. Als es schien, dass der Riese dies schaffen könne, verführte Loki, in Gestalt einer Stute, Svadilfari, das Pferd des Riesen, das diesem bei seiner Arbeit half. Aus dieser Verbindung entstand der achtbeinige Hengst Sleipnir, den Loki Odin zum Geschenk machte. Durch diese List Lokis wurde die Arbeit nicht termingerecht abgeschlossen, und die Asen verweigerten dem Riesenbaumeister den zugesagten Lohn. Wütend über diese List der Götter, gab er sich als Hrimthurse zu erkennen und wurde sogleich von Thor mit seinem Hammer (Mjöllnir) erschlagen.